# Krzysztof Komeda

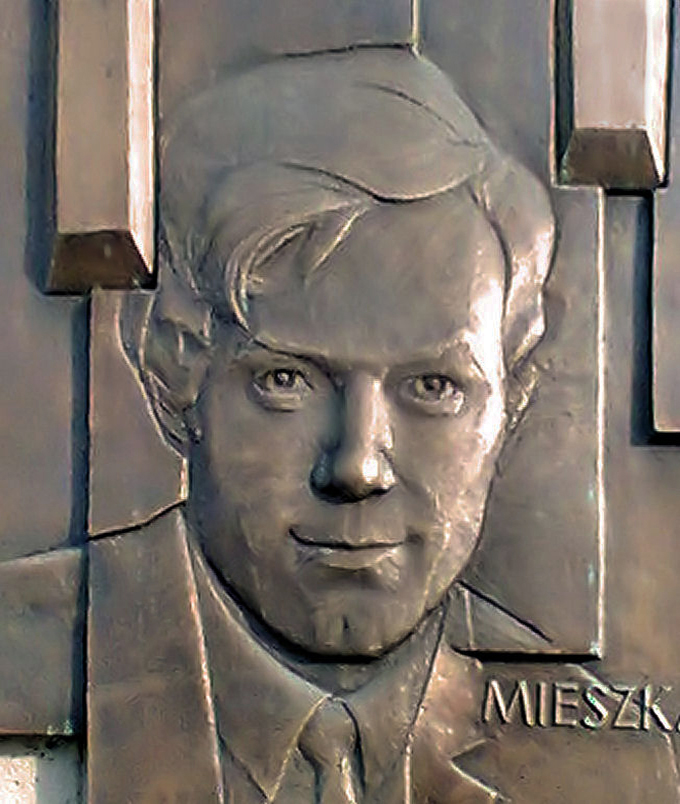
Komeda vor Klaviertasten, Gedenktafel von Michał Selerowski in Posen an der Filiale der Polnischen Nationalbank

Krzysztof Komeda (gebürtig: Krzysztof Trzciński; * 27. April 1931 in Posen; † 23. April 1969 in Warschau) war ein polnischer Jazz-Pianist und Komponist von Jazz- und Filmmusik von internationaler Bedeutung. Nach Angaben von Jan Wróblewski nimmt Komeda in Polen einen ähnlichen musikalischen Rang wie Chopin ein.

## Leben

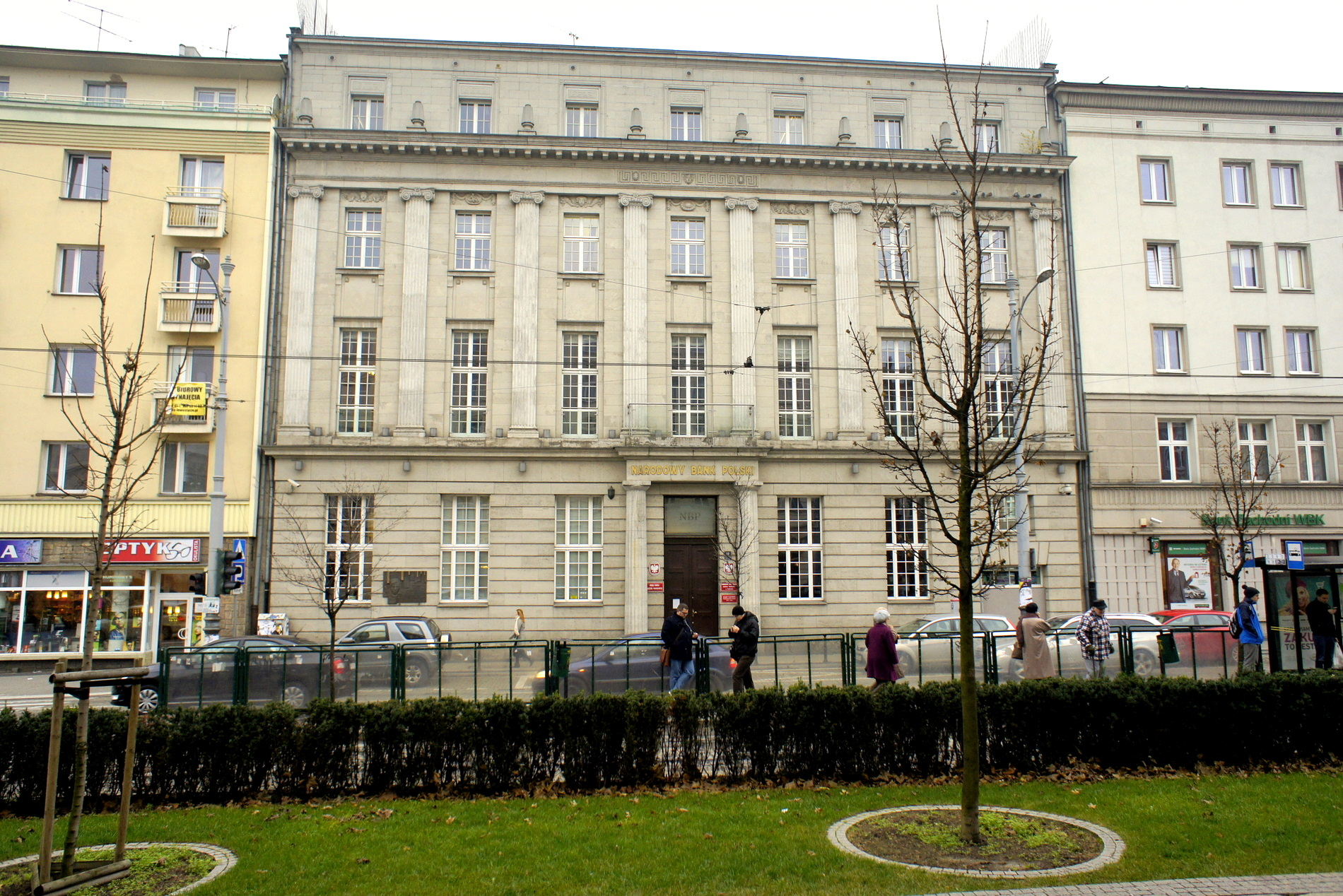
Filialgebäude der Polnischen Nationalbank (NBP) in Poznań, Komedas Wohnung 1952–56 während seines Studiums

In seinen Jugendjahren erhielt er Klavierunterricht in Ostrów Wielkopolski (deutsch: Ostrowo), wo er von 1946 bis 1951 lebte. Später wurde er Schüler am Konservatorium in Posen (Klavierunterricht und Musiktheorie). Danach entschied er sich für ein Studium der Medizin. Sein Vater Mieczysław Trzciński war Bankkaufmann und übernahm im Dezember 1952 die Position eines Filial-Direktors der Polnischen Nationalbank in Poznań (Posen). Während seines Studiums wohnte er hier ab 1952 bis 1956 bei seinen Eltern und hatte ein eigenes Klavier. Als Student knüpfte er Kontakte mit der Krakauer Untergrund-Jazz-Szene. Man traf sich in Privatwohnungen oder Nachtclubs, den „Katakomben des Jazz“. Sein Interesse für Unterhaltungsmusik und Tanzmusik verschob sich von Dixieland über Bebop bis schließlich zu zeitgenössischem Jazz.
Den ersten nationalen Erfolg feierte Komeda-Trzciński im August 1956 auf dem ersten Jazz-Festival in Sopot mit dem Komeda-Sextett. Die Nachricht von einem Jazzfestival verbreitete sich zuvor wie ein Lauffeuer in ganz Polen. Die vollständig improvisierte Veranstaltung zog etwa 30 bis 50.000 junge Polen an, die auf Rasenflächen, in Parks oder in Badekörben am Strand übernachteten. Zum Festivalbeginn fand ein Umzug statt nach Art der Paraden der New-Orleans-Orchester am Mardi Gras. Symbolisch trug das Komeda-Sextett in zwei Kästen den üblichen Jazz à la Dixieland und Tanzmusik zu Grabe. Da über das erste freie Jazzfestival alle Zeitungen berichteten, konnte danach die Jazzmusik in der Öffentlichkeit nicht mehr so einfach wie bisher verboten werden.
Seit 1956 verwendete Trzciński den Künstlernamen Komeda. Inhaltlich galt das Repertoire des Komeda-Sextetts als Synthese der damals bekannten Jazz-Gruppen wie The Gerry Mulligan Quartet und Modern Jazz Quartet. Beim 2. Jazz-Festival in Sopot führte Komeda mit seiner Frau Zofia eine Prozession im Sportstadion an. Der westdeutsche Jazzjournalist Joachim-Ernst Berendt und sein Polnisch sprechender Kollege Werner Wunderlich waren Augenzeugen dieser „vorsichtigen Liberalisierung“. „Das Wort ‚Jazz‘ wurde in Polen zum Symbol für Freiheit. In keinem anderen Land hatte Jazz je eine so große politische Bedeutung. Jazz gewann in Polen Signalfunktion. Und Komeda war dabei eine Schlüsselfigur.“
In den Jahren 1956 bis 1962 folgten weitere Festivals im In- und Ausland (Moskau, Grenoble, Paris). Komeda begann auch Filmmusik zu komponieren. Insgesamt schrieb er die Musik zu 70 Filmen. Am bekanntesten davon sind Nóż w wodzie (dt. Das Messer im Wasser), Tanz der Vampire und Rosemary's Baby, alle drei vom Regisseur Roman Polański. Für die Musik zu Rosemary's Baby erhielt er 1969 eine Golden Globe Nominierung für die beste Musik.
Auf dem Jazz Jamboree 1962 stellte Komeda seine Ballet-Études vor. Sie wurden in der Heimat des Musikers kühl aufgenommen, aber sie ebneten ihm den Weg zu einer europaweiten Karriere. Komeda gastierte in den Konzerthallen in Stockholm und Kopenhagen, auf Jazz-Festivals in Prag, Bled, ging auf Tournee nach Bulgarien sowie Ost- und Westdeutschland.
Seine Quintett-Einspielung Astigmatic von 1965 mit Tomasz Stańko und Zbigniew Namysłowski mit Songs wie Svantetic gilt bei Kennern der europäischen Jazzszene als gelungener Ausdruck einer eigenständigen europäischen Jazz-Ästhetik. In Polen wird dieses Album bis heute als das zentrale Jazzalbum angesehen. Bis heute (2019) wurde Astigmatic alljährlich auf den ersten Platz der bedeutendsten Jazzaufnahme Polens gewählt. Seine Platte Dichtung und Jazz (1967), eine Aufnahme mit polnischen Gedichten in deutscher Übersetzung, ist in der Zeit des Kalten Krieges politisch riskant und ungewöhnlich.

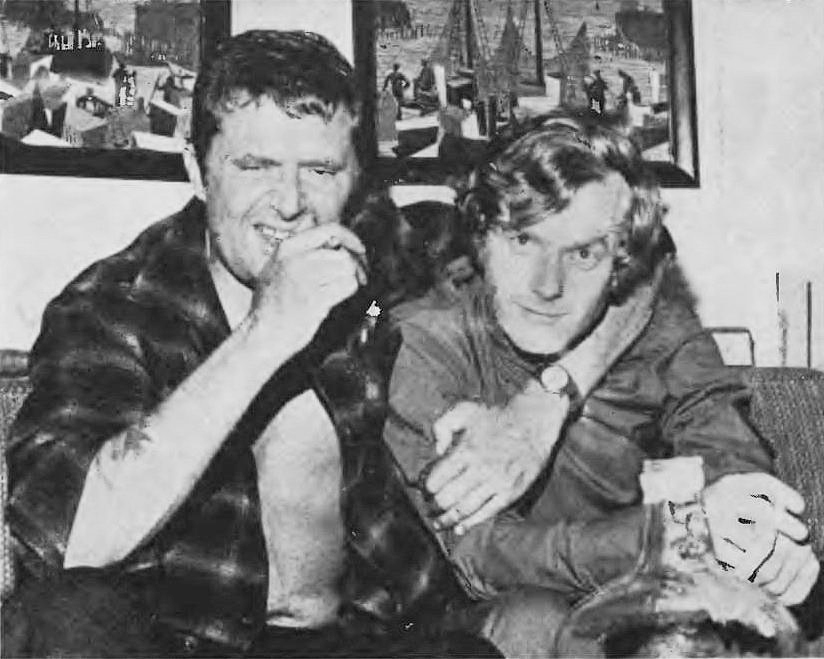
Marek Hłasko (li.) und Krzysztof Komeda, September 1968

1967 holte ihn Polański nach Hollywood, um gemeinsam mit ihm weitere Filmprojekte auszuarbeiten, darunter die Filmmusik zu Rosemaries Baby. Im Oktober 1968 zog er sich bei einem unglücklichen Sturz eine zunächst unentdeckte Hirnblutung zu. Es existieren mehrere Überlieferungen des tatsächlichen Tathergangs; laut der Komeda-Biografin Magdalena Grzebałkowska sei klar, dass der Schriftsteller Marek Hłasko, ein gemeinsamer Freund von Komeda und Polański, bei einer Feier einen Sturz verursachte, bei dem Komeda sich am Kopf verletzte. Anderen Quellen zufolge sei die Unglücksursache ein Autounfall in Los Angeles gewesen. Im Krankenhaus wurde ein Hämatom im Gehirn nicht korrekt diagnostiziert und behandelt. Komeda fiel ins Koma. Nach mehreren Monaten wurde er nach Polen geflogen, wo polnische Spezialisten ihn operieren sollten. Kurz darauf verstarb Komeda. Nachdem Hłasko von der Nachricht gehört hatte, beging er Selbstmord. Komeda wurde auf dem Powązki-Friedhof in Warschau beigesetzt.
Komeda war seit 1959 verheiratet mit der Musikmanagerin Zofia Komedowa, geb. von Tittenbrun (13. November 1929 – 20. August 2009). Der damalige Staatspräsident Lech Kaczyński verlieh ihr 2009 posthum das Offizierskreuz des Ordens Polonia Restituta „für ihre herausragenden Verdienste um die Unabhängigkeit der Republik Polen, für Aktivitäten zu einem demokratischen Wandel und für die Förderung der polnischen Jazzmusik.“ Gegen Ende seines Lebens, in den USA, war Komeda mit der israelischen Schauspielerin Elana Eden liiert.

## Galerie

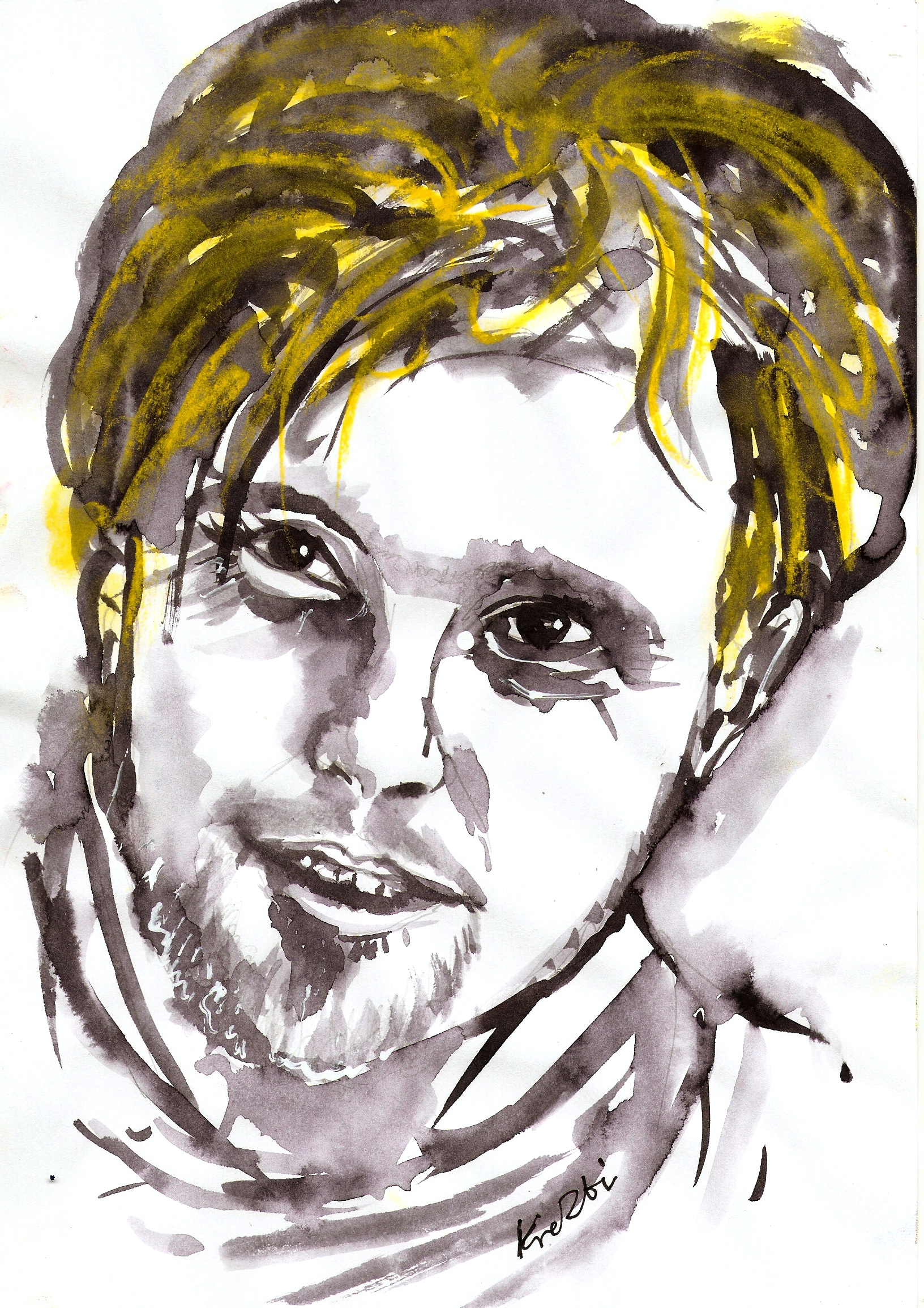
Aquarell von Krzysztof Komeda (Zbigniew Kresowaty)
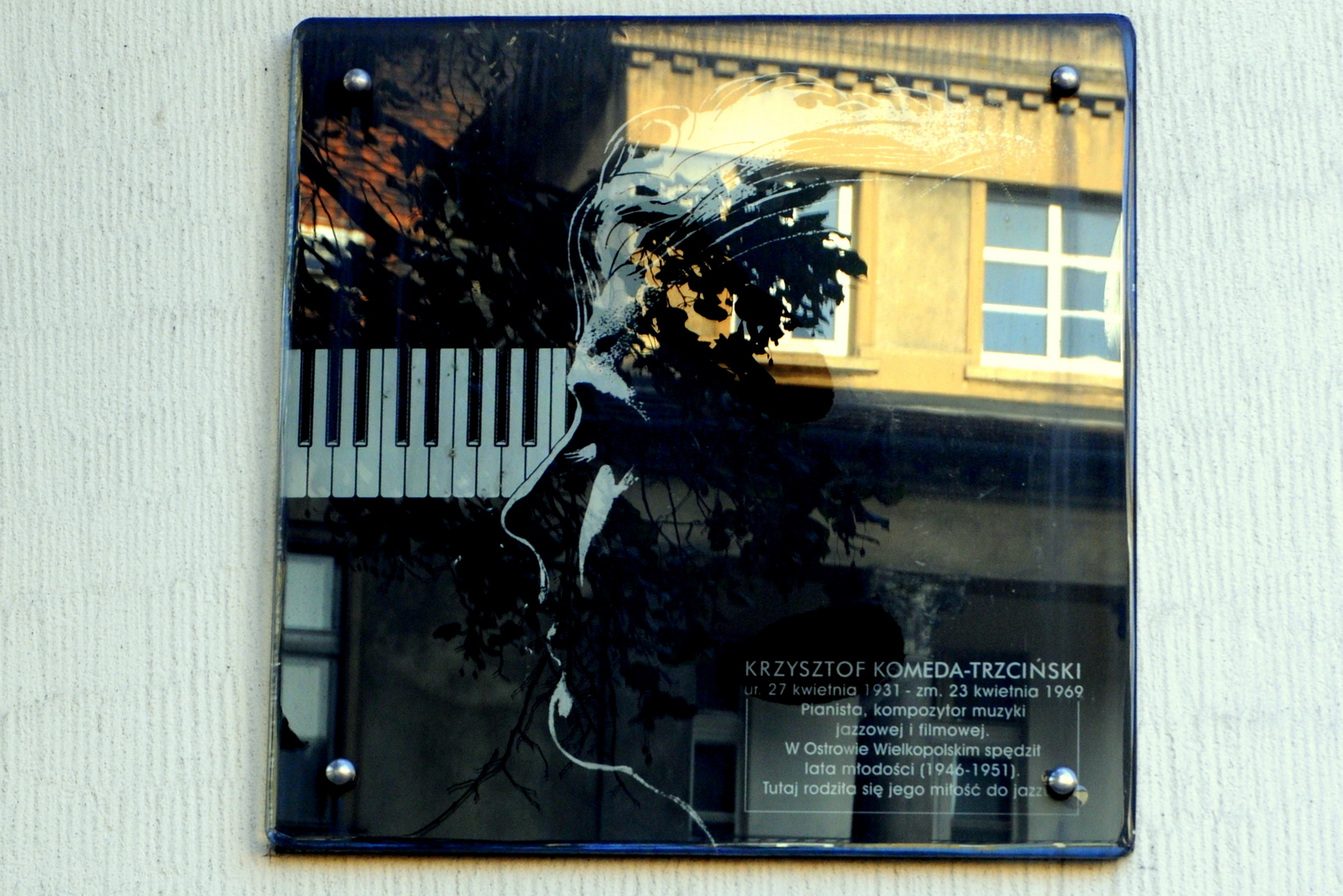
Gedenktafel an der Wand der Bankfiliale in Ostrów Wielkopolski, wo er von 1946 bis 1951 lebte
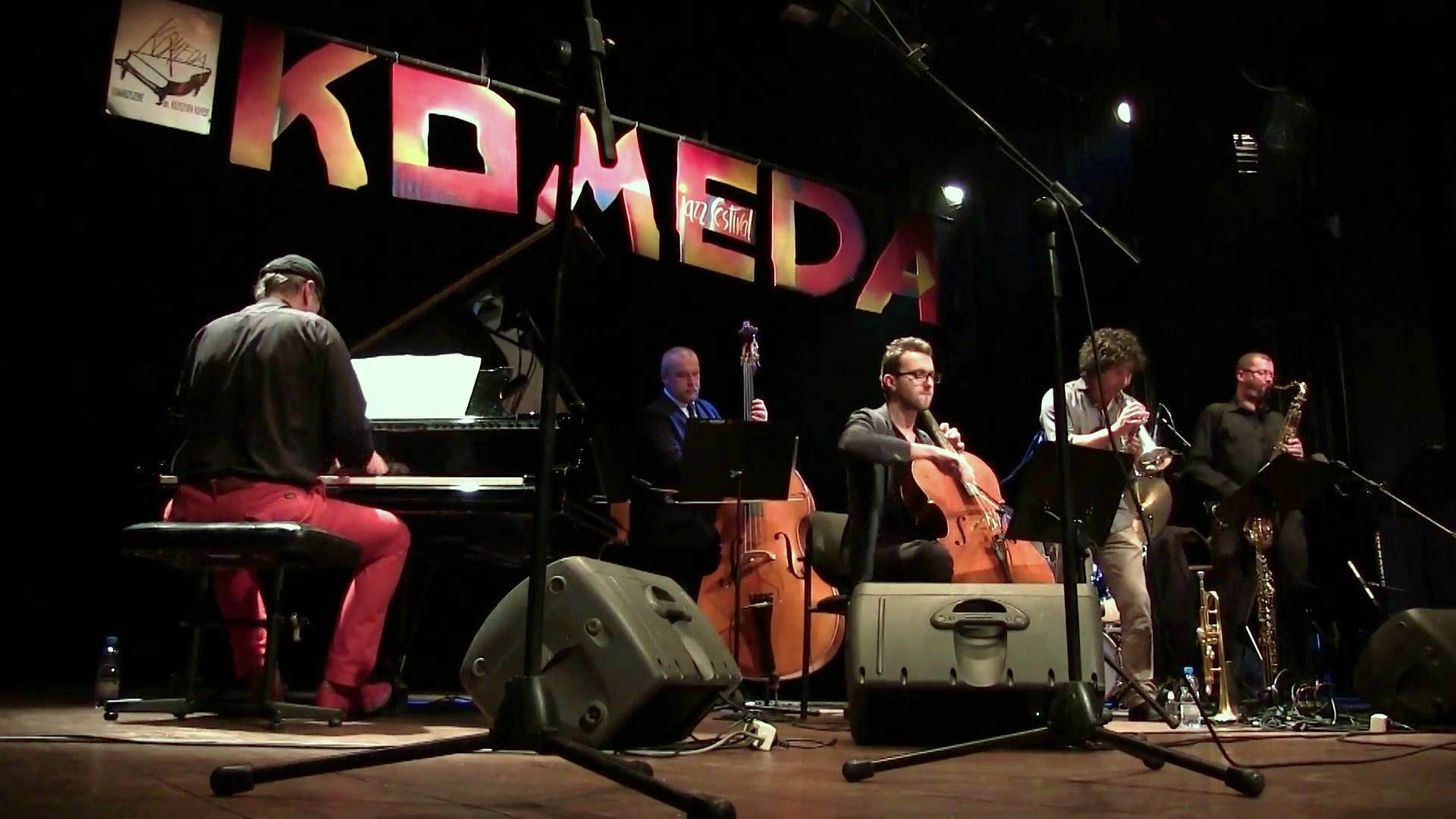
Komeda Jazz Festival in Słupsk, 2014
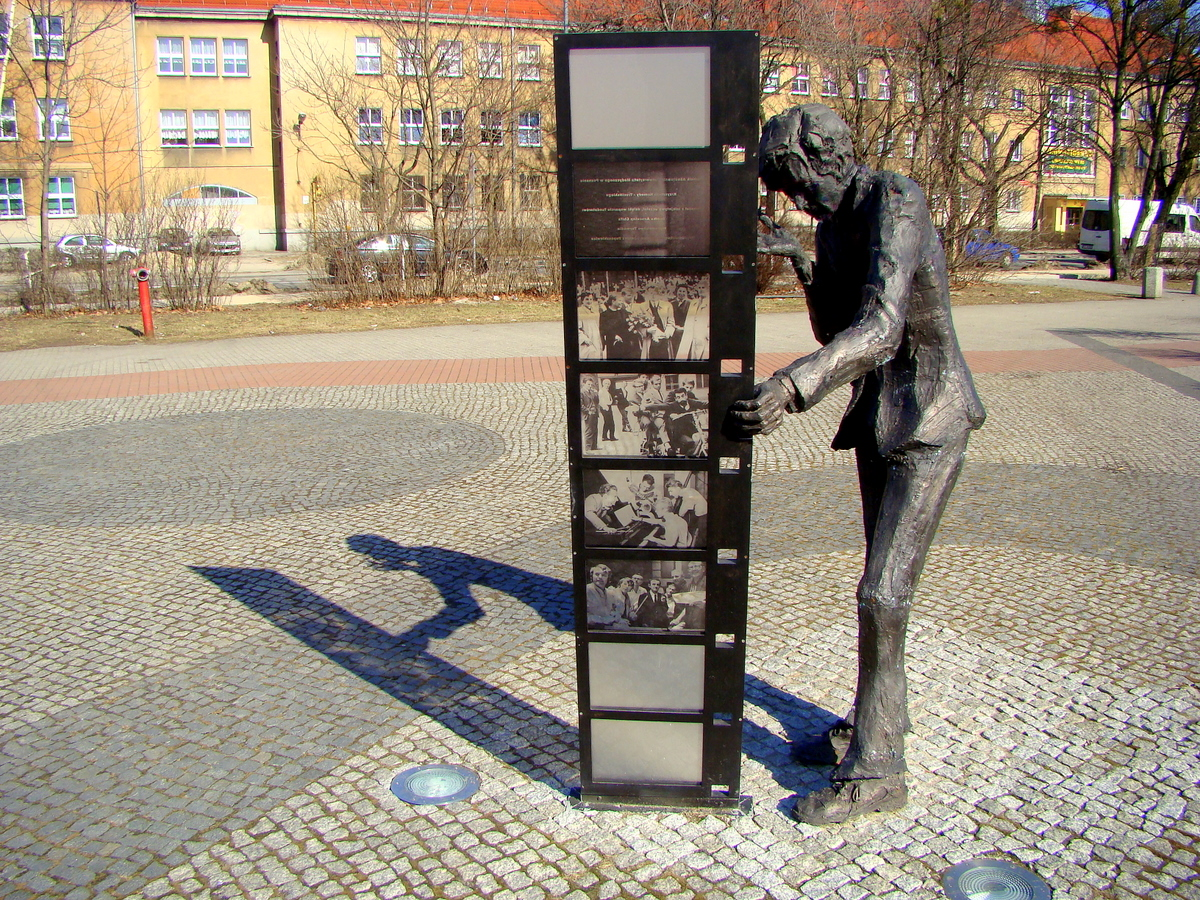
Komeda-Skulptur in Poznań (Posen), Szenen aus Filmen mit seiner Musik betrachtend, heute vor dem Kongress- und Lehrzentrum der Medizinischen Universität
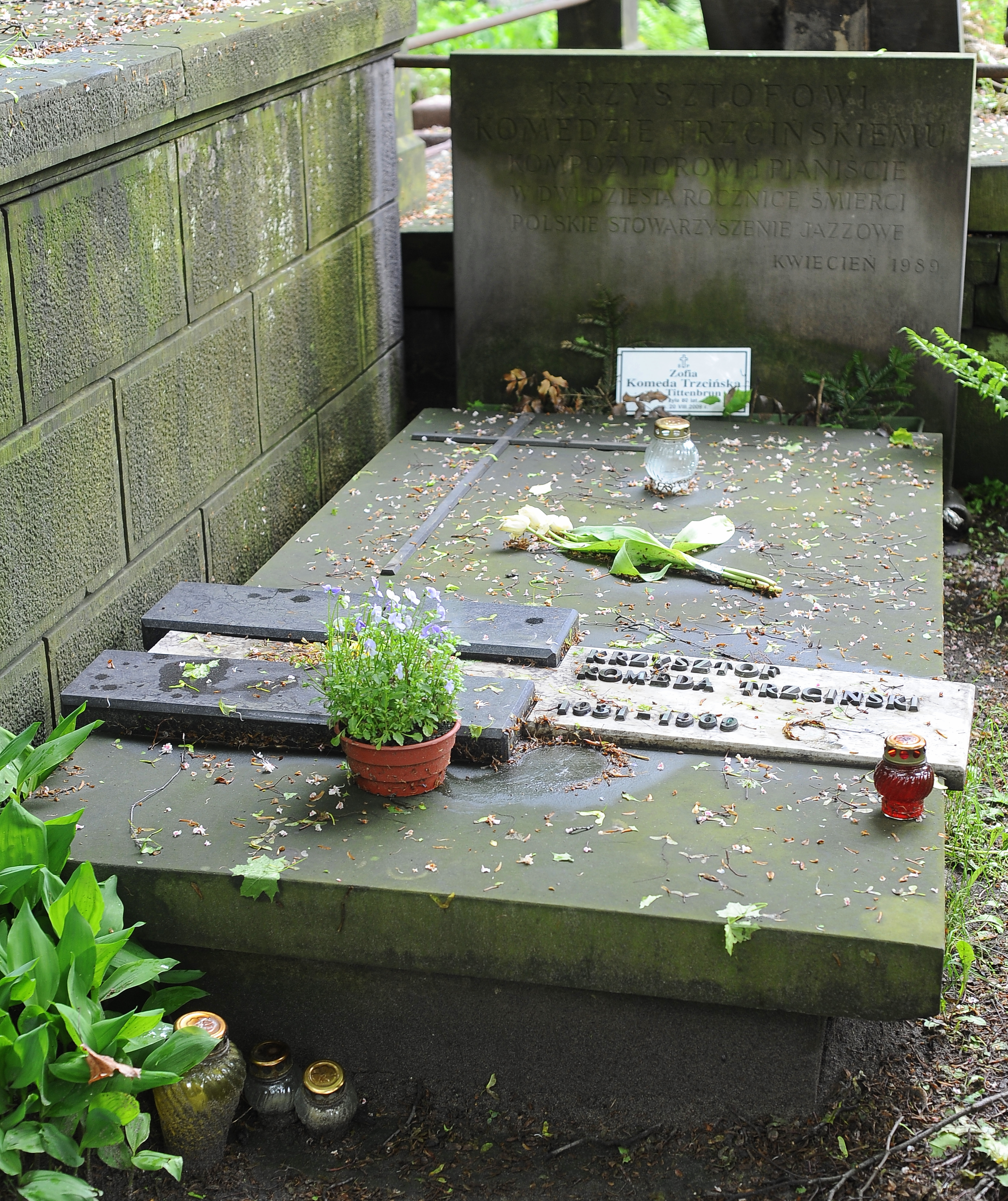
Grab von Krzysztof Komeda und Zofia Komedowa im Powązki-Friedhof, Warschau, mit 3 Klaviertasten auf der Grabplatte

## Diskographie (Auswahl)
- 1961 – Jazz Jamboree. Komeda Trio
- 1964 – Jazz Greetings from the East.
- 1966 – Astigmatic. K. Komeda Quintet
- 1967 – Meine süße europäische Heimat. Dichtung und Jazz mit Helmuth Lohner als Sprecher
- 1998 – Zofia Komeda presents Vol. 1: Ballet Etudes / Breakfast at Tiffany's
- 1998 – Zofia Komeda presents Vol. 2: Memory of Bach
- 1998 – Zofia Komeda presents Vol. 6: Crazy Girl
- 1998 – Zofia Komeda presents Vol. 9: What's up Mr. Basie
- 1998 – Zofia Komeda presents Vol. 10: Astigmatic in Concert
- 2000 – Zofia Komeda presents Vol. 11: Knife in the Water / Two Man and a Wardrobe / When Angels Fall
- 2004 – Zofia Komeda presents Vol. 13: Ballads
- 2005 – Zofia Komeda presents Vol. 14: Kattorna, Sult, People Meet And Sweet Music Fills The Heart
- 2011 – Krzysztof Komeda Live at The Jazz Jamboree Festival 1961 – 1967

## Filmografie (Auswahl)
- 1958: Zwei Männer und ein Schrank (Dwaj ludzie z szafą) – Regie: Roman Polański
- 1960: Die unschuldigen Zauberer (Niewinni czarodzieje) – Regie: Andrzej Wajda
- 1960: Der Glasberg (Szklana góra) – Regie: Paweł Komorowski
- 1960: Auf Wiedersehen bis morgen (Do widzenia, do jutra) – Regie: Janusz Morgenstern
- 1962: Das Messer im Wasser (Nóż w wodzie) – Regie: Roman Polański
- 1962: Morgen Premiere (Jutro premiera) – Regie: Janusz Morgenstern
- 1962: Angeklagt (Wyrok) – Regie: Jerzy Passendorfer
- 1963: Der Mörder und das Mädchen (Zbrodniarz i panna) – Regie: Janusz Nasfeter
- 1963: Backfisch (Smarkula) – Regie: Leonard Buczkowski
- 1964: Die Frauen sind an allem schuld (Les plus belles escroqueries du monde) – Regie: Roman Polański (2. Episode)
- 1964: Das Gesetz und die Faust (Prawo i pięść) – Regie: Jerzy Hoffman und Edward Skórzewski
- 1965: Pinguin (Pingwin) – Regie: Jerzy Stefan Stawiński
- 1966: Klatki – Regie: Mirosław Kijowicz
- 1966: Wenn Katelbach kommt (Cul-de-sac) – Regie: Roman Polański
- 1967: Tanz der Vampire (The Fearless Vampire Killers) – Regie: Roman Polański
- 1967: Der Start (Le départ) – Regie: Jerzy Skolimowski
- 1967: Hände hoch! (Ręce do góry) – Regie: Jerzy Skolimowski
- 1968: Rosemaries Baby (Rosemary’s Baby) – Regie: Roman Polański
- 1969: Ausbruch der Verdammten (Riot) – Regie: Buzz Kulik

## Würdigungen
- Regisseur Roman Polański, der Komeda seit dem Besuch der Filmhochschule Łódź 1957 kannte,[1] würdigte seinen Freund mit den Worten: „Komedas Musik war kühl und modern, aber in ihr schlug ein menschliches Herz. Er war der Filmmusiker par excellence. Er gab meinen Filmen Wert. Sie wären wertlos ohne seine Musik.“[14]
- Joachim-Ernst Berendt produzierte und veröffentlichte 1973 ein Album in Andenken an Komeda: We'll Remember Komeda.[1] Mitwirkende waren u. a. Michał Urbaniak, Tomasz Stańko, Attila Zoller, Urszula Dudziak und Zbigniew Seifert.[15]
- Seit 1995 wird ihm zu Ehren das «Komeda Jazz Festival» in Słupsk bei Danzig alljährlich im November veranstaltet.[16] Das Festival dient der Förderung junger Jazzmusiker und schreibt auch einen Komponierwettbewerb aus.
- Mehrere Gebäude in Posen tragen den Namen Komedas, darunter ein Kino,[17] ein Hotel[18] und eine überdachte Promenade mit einer Wandserie von Plakatkunst, die Aleja Krzysztofa Komedy.[19]